# Hunter (jeu vidéo)
Hunter est un jeu d'action-aventure édité en 1991 par Activision et sorti sur Amiga et Atari ST.

## Système de jeu
Le joueur incarne Hunter, un expert en espionnage et en infiltration sur un archipel occupé par un dictateur. Il est possible d'entrer dans tous les bâtiments des îles visitées pour y trouver des objets de valeur ou des armes. Le jeu propose un large choix de véhicules : vélos, voitures, camions, bateaux, hélicoptères, tanks. Les paysages, s'ils sont détruits, le restent. Le joueur peut voler les uniformes des ennemis et soudoyer les habitants pour obtenir des informations utiles pour réaliser ses missions.